# José Izquierdo Martínez
José Izquierdo Martínez (* 3. August 1980 in Arnedo, Spanien) ist ein ehemaliger spanischer Fußballspieler.

## Spielerkarriere
Wie zahlreiche andere Spieler bei CA Osasuna so stammt auch José Izquierdo aus der eigenen Jugend. Über die zweite Mannschaft, in der er zwischen 1998 und 2002 über 100 Spiele bestritt, schaffte er den Sprung in den Profifußball. Sein Erstligadebüt gab er am 8. September 2001 bei der 0:3-Auswärtsniederlage beim FC Villarreal. In über 100 Spielen konnte er auch in der ersten Mannschaft sein Talent unter Beweis stellen. Im Sommer 2008 wurde sein auslaufender Vertrag bei Osasuna vom Verein nicht mehr verlängert. Izquierdo ging anschließend zu Gimnàstic de Tarragona in die Segunda División. Ein Jahr später schloss er sich UD Logroñés an, das seinerzeit in der Segunda División B spielte. Mit dem Klub spielte er im oberen Mittelfeld. Im Jahr 2011 heuerte er bei Atlético Baleares an, wo er ein Jahr später seine Laufbahn beendete.
Sein größter sportlicher Erfolg war bisher das Erreichen des UEFA-Cup-Halbfinales 2007, als sein Klub CA Osasuna dem späteren Sieger FC Sevilla unterlag.